# نینو آسیرلی
نینو آسیرلی (ایتالیایی: Nino Assirelli؛ ۲۳ ژوئیه ۱۹۲۵ – ۳۰ ژوئن ۲۰۱۸) دوچرخه‌سوار اهل ایتالیا بود.